# Кук, Робин (писатель)
Роберт Брайан «Робин» Кук (англ. Robert Brian "Robin" Cook, род. 4 мая 1940) — американский врач, специализирующийся на офтальмологической хирургии, и писатель, чьи научно-фантастические и остросюжетные произведения связаны с медицинской тематикой.

## Биография
Роберт Кук родился в Бруклине 4 мая 1940 года, самом большом по территории боро Нью-Йорка, расположенном на острове Лонг-Айленд, и провёл своё раннее детство в Вудсайде. Окончил Уэслианский университет и Колумбийский университет.
Всемирную известность Робину Куку принесли его произведения в жанре медицинского триллера. Многие его книги вошли в «Список бестселлеров Нью-Йорк Таймс», некоторые были представлены в «Читательском Дайджесте». Количество проданных экземпляров произведений Робина Кука в 2012 году составила почти 400 миллионов копий во всем мире.
Много романов Кука вращается вокруг событий в больницах (как вымышленных, так и реальных) в Бостоне, что, возможно, связано с прохождением аспирантуры в Гарварде.

### Романы
- 1972 — Год интерната (англ. Year of the Intern, ISBN 978-0-451-16555-8)
- 1977 — Кома (англ. Coma, ISBN 978-0-451-20739-5)
- 1979 — Сфинкс (англ. Sphinx, ISBN 978-0-451-15949-6)
- 1981 — Мозг (англ. Brain, ISBN 978-0-451-15797-3)
- 1982 — Лихорадка (англ. Fever, ISBN 978-0-425-17420-3)
- 1983 — Игрок в Бога (англ. Godplayer, ISBN 978-0-425-17638-2)
- 1985 — Решение (англ. Mindbend, ISBN 978-0-451-14108-8)
- 1987 — Вспышка (англ. Outbreak, ISBN 978-0-425-10687-7)
- 1988 — Смертельный страх (англ. Mortal Fear, ISBN 978-0-425-11388-2)
- 1989 — Мутация (англ. Mutation, ISBN 978-0-425-11965-5)
- 1990 — Вредное намерение (англ. Harmful Intent, ISBN 978-0-425-12546-5)
- 1991 — Признаки жизни (англ. Vital Signs, ISBN 978-0-425-13176-3)
- 1993 — Терминал (англ. Terminal, ISBN 978-0-425-15506-6)
- 1993 — Роковое лечение (англ. Fatal Cure, ISBN 978-0-425-14563-0)
- 1995 — Приемлемый риск (англ. Acceptable Risk, ISBN 978-0-425-15186-0)
- 1997 — Инвазия (англ. Invasion, ISBN 978-0-425-21957-7)
- 1998 — Токсин (англ. Toxin, ISBN 978-0-425-16661-1)
- 2000 — Похищение (англ. Abduction, ISBN 978-0-425-17736-5)
- 2001 — Шок (англ. Shock, ISBN 978-0-425-18286-4)
- 2003 — Изъятие (англ. Seizure, ISBN 978-0-425-19794-3)
- 2011 — Полезная смерть (англ. Death Benefit, ISBN 978-0-425-25036-5)
- 2013 — Нано (англ. Nano, ISBN 978-0-425-26134-7)
- 2014 — Клетка (англ. Cell, ISBN 978-0-399-16630-3)
- 2015 — Носитель (англ. Host, ISBN 978-0-399-17214-4)

### Серия Джек Стаплтон and Лори Монтгомери
- 1992 — Подсознание (англ. Blindsight, ISBN 978-0-425-13619-5)
- 1995 — Заражение (англ. Contagion, ISBN 978-0-425-15594-3)
- 1997 — Хромосома 6 (англ. Chromosome 6, ISBN 978-0-425-16124-1)
- 1999 — Вектор (англ. Vector, ISBN 978-0-425-17299-5)
- 2005 — Метка (англ. Marker, ISBN 978-0-425-20734-5)
- 2006 — Кризис (англ. Crisis, ISBN 978-0-425-21657-6)
- 2007 — Критическое состояние (англ. Critical, ISBN 978-0-425-22288-1)
- 2008 — Иностранное тело (англ. Foreign Body, ISBN 978-0-425-22895-1)
- 2009 — Интервенция (англ. Intervention, ISBN 978-0-425-23538-6)
- 2010 — Лечение (англ. Cure, ISBN 978-0-425-24260-5)